# Kaleido Star Mass-media
Kaleido Star (japoneză カレイドスタ) reprezintă un anime, produs de Gonzo Digimation, al cărui regizor este Junichi Sato iar scenarist este Reiko Yoshida și este licențiat în Statele Unite ale Americii de către ADV Films.
Acest anime  a cuprins două serii și acestea au fost urmate de trei OVA-uri.  Seria anime  a condus spre o serie manga, în care acțiunea are loc cu 15 ani în față  comparativ cu anime-ul.  Totodată este sursa de inspirație pentru un roman.

## Mass-media

### Sezonul 1
| Ep# | Titlul în limba română                           | Titlul în limba japoneză                                |
| --- | ------------------------------------------------ | ------------------------------------------------------- |
| 1   | Uimitorul meu debut pe scenă!                    | 初めての! すごい! ステージ (Hajimete no! Sugoi! Sutēji) |
| 2   | Uimitoarea și singuratica mea provocare!         | 孤独な すごい チャレンジ (Kodoku na Sugoi Charenji)     |
| 3   | Uimitoarea și îndepărtata scenă!                 | 遠い すごい ステージ (Tōi Sugoi Sutēji)                 |
| 4   | Încearcă din greu și vei primi o șsnsă uimitoare | がんばれば すごい チャンス (Ganbareba Sugoi Chansu)     |
| 5   | Uimitoarea mea familie îndepărtată               | いつも すごい 遠い家族 (Itsumo Sugoi Tooi Kazoku)       |
| 6   | Foca uimitoare                                   | 小さくて すごい オットセイ (Chiisakute Sugoi Ottosei)   |
| 7   | Uimitoarea fată care nu zâmbește                 | 笑わない すごい 少女 (Warawanai Sugoi Shōjo)            |
| 8   | O vedetă uimitoare chiar și în vremuri grele     | つらくても すごい スター (Tsurakutemo Sugoi Sutā)       |
| 9   | Provocarea mea uimitoare pentru rolul principal  | 主役への すごい 挑戦 (Shuyaku e no Sugoi Chōsen)        |
| 10  | Înfruntând o piedică uimitoare                   | 主役への すごい 壁 (Shuyaku e no Sugoi Kabe)            |
| 11  | Tatăl nu chiar uimitor al Annei                  | アンナの すごくない お父さん (Anna no Sugokunai Otōsan) |
| 12  | O nouă și uimitoare producție                    | 熱い すごい 新作 (Atsui Sugoi Shinsaku)                 |
| 13  | O competiție uimitoare cheamă furtuna            | 嵐を呼ぶ すごい 競演 (Arashi o Yobu Sugoi Kyōen)        |
| 14  | Uimitorul circ misterios                         | 怪しい すごい サーカス (Ayashii Sugoi Sākasu)           |
| 15  | Uimitoarea dragoste a divei                      | 歌姫の すごい 愛 (Utahime no Sugoi Ai)                  |
| 16  | Un zvon extraordinar de sinistru                 | 黒い すごい 噂 (Kuroi Sugoi Uwasa)                      |
| 17  | Însuflețiți! Uimitoarea Mia                      | 燃えろ! すごい ミア (Moero! Sugoi Mia)                  |
| 18  | Uimitoarea capcană a lui Yuri                    | ユーリの すごい 罠 (Yūri no Sugoi Wana)                 |
| 19  | Uimitoarele legături de familie                  | 家族の すごい 絆 (Kazoku no Sugoi Kizuna)               |
| 20  | O schimbare uimitoare de la Zero la Erou         | ゼロからの すごい スタート (Zero kara no Sugoi Sutāto)  |
| 21  | Uimitoarea vedetă misterioasă                    | 謎の すごい 仮面スター (Nazo no Sugoi Kamen Sutā)       |
| 22  | Uimitoarea soluție din spatele măștii            | 仮面の下の すごい 覚悟 (Kamen no Shita no Sugoi Kakugo) |
| 23  | Uimitoarea Manevră Legendară                     | 幻の すごい 大技 (Maboroshi no Sugoi Oowaza)            |
| 24  | Uimitorul antrenament intensiv continuă          | まだ続く すごい 特訓 (Mada Tsuzuku Sugoi Tokkun)        |
| 25  | O legătură uimitoare                             | ふたりの すごい 絆 (Futari no Sugoi Kizuna)             |
| 26  | O revenire uimitoare                             | 傷だらけの すごい 復活 (Kizudarake no Sugoi Fukkatsu)   |

### Sezonul 2
| Ep# | Titlul în limba română                       | Titlul în limba japoneză                                                  |
| --- | -------------------------------------------- | ------------------------------------------------------------------------- |
| 27  | Uimitorul prolog spre celebritate (Partea 1) | スターへの すごい プロローグ（前 編） (Sutā e no Sugoi Purorōgu (Zenpen)) |
| 28  | Uimitorul prolog spre celebritate (Partea 2) | スターへの すごい プロローグ（後 編） (Sutā e no Sugoi Purorōgu (Kōhen))  |
| 29  | Noul rival uimitor                           | 新しい すごい ライバル (Atarashii Sugoi Raibaru)                          |
| 30  | Uimitorul nou-venit                          | もう一人の す ごい 新 人 (Mou Hitori no Sugoi Shinjin)                    |
| 31  | Uimitorul rival pasionat                     | 情熱の すごい ライバル (Jōnetsu no Sugoi Raibaru)                         |
| 32  | Uimitorul spectacol pe gheață                | 氷の上の すごい 対決 (Kōri no Ue no Sugoi Taiketsu)                       |
| 33  | În lacrimi și sudoare, uimitoarea Rosetta    | 汗と涙の すごい ロゼッタ (Ase to Namida no Sugoi Rozetta)                 |
| 34  | Mereu uimitoarea Domnișoară Layla            | やっぱり すごい レイラさん (Yappari Sugoi Reira san)                      |
| 35  | Uimitorul debut al lui Marion                | マリオンの すごい デビュー (Marion no Sugoi Debyū)                        |
| 36  | Uimitorul antrenament cu Leon                | レオンとの すごい 特訓 (Reon to no Sugoi Tokkun)                          |
| 37  | Cei doi demoni uimitori                      | 二人の すごい 悪魔 (Futari no Sugoi Akuma)                                |
| 38  | Uimitorul contraatac angelic                 | 天使の すごい 反撃 (Tenshi no Sugoi Hangeki)                              |
| 39  | Crudul și uimitorul Festival                 | 惨酷な すごい 祭典 (Zankoku na Sugoi Saiten)                              |
| 40  | Uimitoarea și trista întoarcere acasă        | 絶望の すごい 帰国 (Zetsubō no Sugoi Kikoku)                              |
| 41  | Proaspătul și uimitorul meu început          | 再出発の すごい 決意 (Saishuppatsu no Sugoi Ketsui)                       |
| 42  | Un spectacol uimitor și umilitor             | 屈辱の すごい 共演 (Kutsujoku no Sugoi Kyōen)                             |
| 43  | Uimitoarea propunere a dl-ui Polițist        | ポリスの すごい プロポーズ (Porisu no Sugoi Puropōzu)                     |
| 44  | Lansând un zâmbet uimitor!                   | 笑顔の すごい 発進! (Egao no Sugoi Hasshin!)                              |
| 45  | Uimitorul trecut al lui Leon                 | レオンの すごい 過去 (Reon no Sugoi Kako)                                 |
| 46  | Uimitorul duel predestinat                   | 宿命の すごい 決斗 (Shukumei no Sugoi Kettō)                              |
| 47  | Zborul uimitor al unui Înger                 | 舞い降りた すごい 天使 (Maiorita Sugoi Tenshi)                            |
| 48  | Uimitoarea lebădă rănită                     | 傷ついた すごい 白鳥 (Kizutsuita Sugoi Hakuchou)                          |
| 49  | Uimitorul nostru viitor                      | ひとりひとりの すごい 未来（あした） (Hitorihitori no Sugoi Ashita)       |
| 50  | O înfruntare uimitoare și de neevitat        | 避けられない ものすごい 一騎討ち (Sakerarenai Monosugoi Ikkiuchi)         |
| 51  | Către uimitorul loc promis                   | 約束の すごい 場所へ (Yakusoku no Sugoi Basho e)                          |

### OVA
| Titlul în limba română                          | Titlul în limba japoneză                                                                      |
| ----------------------------------------------- | --------------------------------------------------------------------------------------------- |
| Uimitoarea prințesă fără zâmbet                 | 笑わない すごい お姫様 (Warawanai Sugoi Ohimesama)                                            |
| Legenda Phoenixului ~Layla Hamilton Monogatari~ | Legend of Phoenix ～レイラ・ハミルトン物語～ (Legend of Phoenix ~Reira Hamiruton Monogatari~) |
| Good day yo! Goood!!                            | ぐっどだよ！ぐぅ～っど！！ (Guddo da yo! Gūddo!!)                                             |

### Temele muzicale
Deschidere
| Titlul melodiei                                            | Intepretul melodiei              | Versuri scrise de către | Muzica realizată de | Folosit în episoadele                             |
| ---------------------------------------------------------- | -------------------------------- | ----------------------- | ------------------- | ------------------------------------------------- |
| „Take it Shake It”                                         | Sugar                            | -                       | -                   | episoadele 1–13                                   |
| „Yakusoku no basho e” (約束の場所へ„Yakusoku no basho e”?) | Chihiro Yonekura                 | Chihiro Yonekura        | Chihiro Yonekura    | episoadele 14–26                                  |
| „Tattoo Kiss”                                              | r.o.r/s                          | Mizue                   | Dream Field         | episoadele 27–51                                  |
| „Blanc et Noir”                                            | Ryō Hirohashi si Kaori Mizuhashi | -                       | -                   | The Amazing Princess Without a Smile OVA          |
| „Ray of Light”                                             | Sayaka Ōhara                     | Yuki Matsuura           | Mina Kubota         | Legend of Phoenix ~Layla Hamilton Monogatari~ OVA |

Sfârșit
| Titlul melodiei                                                                        | Intepretul melodiei                 | Versuri scrise de către | Muzica realizată de | Folosit în episoadele                             |
| -------------------------------------------------------------------------------------- | ----------------------------------- | ----------------------- | ------------------- | ------------------------------------------------- |
| „real Identity”                                                                        | Sugar                               | -                       | -                   | episoadele 1–13                                   |
| „Boku wa kokoni iru” (僕はここにいる„Boku wa kokoni iru”?)                             | Sophia                              |                         |                     | episoadele 14–26                                  |
| „Escape”                                                                               | r.o.r/s                             | Mizue                   | Keiji Tanabe        | episoadele 27–50                                  |
| „Yakusoku no basho ”e (約束の場所へ„Yakusoku no basho ”e?)                             | Chihiro Yonekura with Kaleido Stars | -                       | -                   | episodul 51                                       |
| „Tattoo Kiss”                                                                          | r.o.r/s                             |                         |                     | The Amazing Princess Without a Smile OVA          |
| „Golden Phoenix ~Nando demo~ (Golden Phoenix ~何度でも~„Golden Phoenix ~Nando demo~?)” | Sayaka Ōhara                        | Kaleido Stage           | Hitoshi Sakimoto    | Legend of Phoenix ~Layla Hamilton Monogatari~ OVA |

Inserție
1.  „Ray of  Light” de Layla Hamilton  (Sayaka Ōhara) (episodul 50)

### Manga
O  serie manga  intitulată „Kaleido  Star ~Wings of the Future~” a fost  prezentată în serii în numărul din aprilie al „Shōnen Fang”  si a fost lansată pe 19 februarie 2007. Acțiunea are  loc după trecerea a 15 ani de la evenimentele din anime și planează  asupra surorii mai mici a Sorei, Yume. Deoarece Sora nu și-a mai vizitat  familia de mulți ani, din motive necunoscute, Yume se alătură celor de  la Kaleido Stage  în speranța că o va găsi.
Noi personaje au fost incluse, iar  unele personaje precum Yuri Killian,  May Wong, Marion Benigni, Mia Guillem, și Rosetta Passel  se reîntorc.
Serializarea  în revista „Shōnen  Fang” se oprește în septembrie 2007,  când revista și-a  încetat activitatea.

### Roman
Un roman numit „Mr. Policeman's Amazing Wedding” (ポリスの すごい 結婚式 Porisu no Sugoi  Kekkonshiki?) a fost lansat în  10 februarie 2006.  În acest roman, polițistul Jerry se căsătorește cu doctorița Kate, iar Sora,  Mia  și Anna  sunt domnișoarele lui de onoare.